# Peix blanc

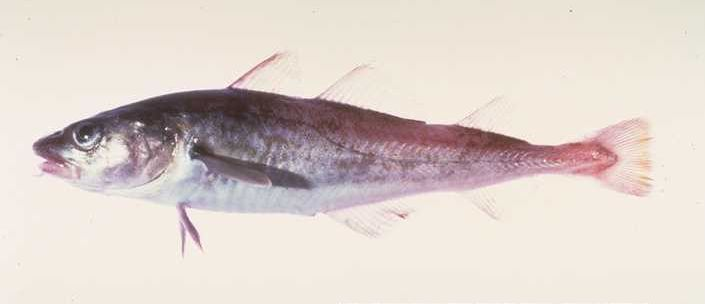
Un lluç, exemple de peix blanc.

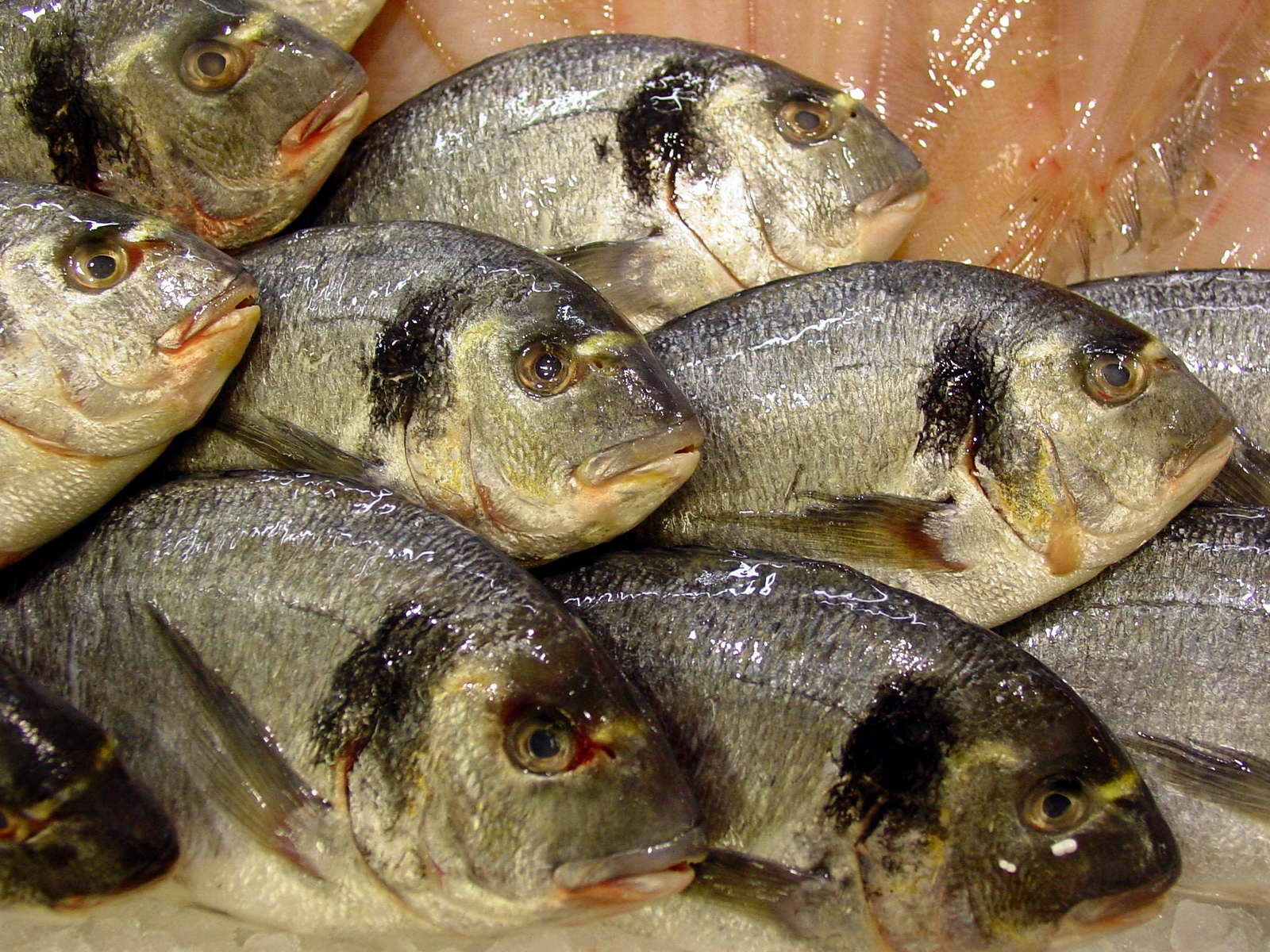
Orades a la peixateria.

El peix blanc és un tipus de peix amb relatiu poc greix a la musculatura. No es tracta d'una classificació biològica sinó que s'empra en gastronomia i nutrició. El nom «blanc» s'ha donat popularment perquè la majoria de peixos amb poc greix tenen la carn més clara que els dits peixos blaus, puix que el greix influeix en la seva coloració. La quantitat relativa de greix als músculs d'un peix blanc és d'aproximadament d'un 0,4% al 5% en massa mentre que el peix blau en té del 5% a l'11%; pot variar segons l'estació de l'any. El peix blanc té menys greix perquè sol viure al fons de la mar i és més sedentari que el blau, però no és menys valuós nutricionalment.
Una de les diferències principals entre el peix blanc i blau és la forma de la cua. Els peixos blaus tenen la cua en forma de V per la necessitat de nedar en llargues migracions. Els peixos blancs tenen la part posterior del cos arrodonida.
Alguns peixos blancs són els peixos de roca (rap (1% de greix), anfós, cap-roig, etc.), els peixos plans (llenguado, etc.), lluç (4,6% de greix), llucet (0,4% de greix), orada, gall, sarg, pagre, déntol, halibut, mabre, oblada, pagell o l'esparrall.
El lluç és el peix blanc més consumit i un dels més habituals a la dieta mediterrània. El bacallà, tot i ser "de color blanc" es considera nutricionalment com dintre dels peixos blaus i, per tant, no un peix blanc; ara, per la seva textura i propietats organolèptiques es considera peix blanc a la gastronomia. També són peixos grassos i, doncs, peix blau, tot i tenir la carn de color blanc, el congre, el llobarro (11% de greix) i el besuc (8,8% de greix).